# Коншево (Великоустюгский район)
Коншево — деревня в Великоустюгском районе Вологодской области.
Входит в состав Юдинского сельского поселения, с точки зрения административно-территориального деления — в Юдинский сельсовет.
Расстояние по автодороге до районного центра Великого Устюга — 2 км, до центра муниципального образования Юдино — 2 км. Ближайшие населённые пункты — Кузнецово, Сулинская, Фёдоровская, Юдино, Аксеново, Петровская, Коробово, Галкино, Сереброво.
По переписи 2002 года население — 2 человека.